# 内江市
内江市（ないこう-し）は中華人民共和国四川省東南部に位置する地級市。四川省の穀倉地帯に位置し、サトウキビ栽培や製糖業で古くから栄えたことから「甜城」の別名を持つ。

## 地理
内江市は四川盆地中南部の丘陵地帯にあり、面積の多くは丘陵で、北西が高く南東が低い。沱江が西北から南へ向けて市域を貫き、水の量は豊富である。
東は重慶市、西は眉山市、南は自貢市と瀘州市、北は資陽市に接する。

## 歴史
内江市の市域は西周から戦国時代にかけて、蜀国の東部に相当した。秦による中国統一後は蜀郡となった。前漢の武帝の建元6年（紀元前135年）には資中県が置かれ、後漢の順帝の時期には資中県から現在の内江付近の地域が分かれ、漢王朝の治世が長く続くことを願い漢安県と名づけられた。これが内江の初期の名称となっている。
567年、北周は漢安県を改名し、中水（現在の沱江）の岸にあることから中江県とした。581年には隋の文帝が父の楊忠の諱を避けるために中水という地名を改めることにし、県城が川に取り囲まれていることから内江県とした。隋末には内江県を分けて牛鞞県が作られ、唐初にこれを資州（現在の資中県）管轄の清渓県とした。北宋の時期には清渓県は廃止され内江県に編入された。
元代には内江県の人口が激減したため内江県は廃止されたが、明初に復活した。内江県は資州の管轄の県として清末期を迎える。
1935年には資州は第二行政督察区に改称され、中華人民共和国成立後は資中専区となった。1950年に資中の専員公署は内江に移り内江専区と改名し、内江・資中・資陽・簡陽・仁寿・威遠などの県を管轄下においた。1951年には内江県城とその近郊が内江市となった。
1968年には専区が地区に改められ、1985年に内江地区が廃止され地級市の内江市となり、かつての内江市は市中区となった。1989年には内江県が廃止され東興区となった。この時期は内江市は資中・資陽・簡陽・威遠・楽至・安岳・隆昌の7県を管轄し総面積は13,340平方kmであった。
1995年、資陽県が県級市の資陽市となり、1996年には簡陽県が県級市の簡陽市になり、ともに内江市から離れて四川省の直轄市となった。1998年2月には国務院による行政区画調整で資陽・簡陽・楽至・安岳の4県市が分離し資陽地区となり、内江市は現在の範囲になった。

## 行政区画
2市轄区・1県級市・2県を管轄下に置く。
- 市轄区：
  - 市中区・東興区
- 県級市：
  - 隆昌市
- 県：
  - 資中県・威遠県

| 内江市の地図                       |
| ---------------------------------- |
| 市中区 東興区 威遠県 資中県 隆昌市 |

### 年表
この節の出典

#### 資中専区
- 1949年10月1日 - 中華人民共和国川南行署区資中専区が成立。内江県・威遠県・栄県・仁寿県・簡陽県・資陽県・資中県・井研県が発足。(8県)
- 1950年2月1日 - 資中専区が内江専区に改称。

#### 川南行署区内江専区
- 1950年5月 - 井研県が楽山専区に編入。(7県)
- 1951年7月17日 - 内江県の一部が分立し、内江市が発足。(1市7県)
- 1952年3月19日 (1市7県)
  - 簡陽県の一部(七区施家郷・飛竜郷、五区永寧郷の各一部)が資陽県に編入。
  - 資陽県の一部(二区宝積郷・楠木郷の各一部)が簡陽県に編入。
- 1952年4月19日 - 栄県の一部が楽山専区井研県に編入。(1市7県)
- 1952年7月30日 - 楽山専区井研県の一部が栄県に編入。(1市7県)
- 1952年8月7日 - 四川省の成立により、四川省内江専区となる。

#### 川南行署区隆昌専区
- 1952年1月18日 - 瀘県専区が隆昌専区に改称。(8県)
- 1952年8月7日 - 四川省の成立により、四川省隆昌専区となる。

#### 四川省隆昌専区
- 1952年8月16日 - 隆昌県の一部が江津専区栄昌県に編入。(8県)
- 1952年9月14日 - 雲南省昭通専区威信県の一部が古藺県に編入。(8県)
- 1952年12月5日 (8県)
  - 隆昌県の一部が富順県・瀘県、内江専区内江県に分割編入。
  - 富順県、内江専区内江県の各一部が隆昌県に編入。
- 1952年12月20日 - 隆昌専区が瀘州専区に改称。

#### 四川省内江地区
- 1952年12月5日 (1市7県)
  - 隆昌専区隆昌県の一部(五区界石郷の一部)が内江県に編入。
  - 内江県の一部(椑南郷の一部)が瀘県専区隆昌県に編入。
- 1952年12月24日 - 資陽県の一部が遂寧専区楽至県に編入。(1市7県)
- 1953年1月15日 - 楽山専区井研県の一部が栄県に編入。(1市7県)
- 1953年2月3日 - 資陽県の一部が資中県に編入。(1市7県)
- 1953年5月9日 (1市7県)
  - 栄県の一部が楽山専区井研県・犍為県に分割編入。
  - 楽山専区犍為県の一部が栄県に編入。
- 1953年12月29日 - 栄県の一部が楽山専区井研県・犍為県に分割編入。(1市7県)
- 1954年1月15日 - 栄県の一部が楽山専区井研県に編入。(1市7県)
- 1954年7月27日 - 自貢市大文堡区の一部が威遠県に編入。(1市7県)
- 1954年9月10日 (1市7県)
  - 仁寿県の一部(新興郷および黄興郷の一部)が楽山専区井研県に編入。
  - 楽山専区井研県の一部(竜池郷・全福郷の各一部)が仁寿県に編入。
- 1954年10月13日 (1市7県)
  - 栄県の一部(三区章佳郷の一部)が威遠県に編入。
  - 威遠県の一部(三区梧桐郷の一部)が栄県に編入。
- 1958年1月22日 - 資陽県の一部が資中県に編入。(1市7県)
- 1958年6月2日 - 仁寿県の一部が楽山専区井研県に編入。(1市7県)
- 1958年10月18日 (1市8県)
  - 遂寧専区安岳県・楽至県を編入。
  - 仁寿県が楽山専区に編入。
- 1959年8月28日 - 栄県の一部が自貢市郊区に編入。(1市8県)
- 1960年2月18日 - 簡陽県の一部が成都市郊区に編入。(1市8県)
- 1964年6月23日 - 内江市の一部が内江県に編入。(1市8県)
- 1968年9月 - 内江専区が内江地区に改称。(1市8県)
- 1971年3月16日 - 安岳県の一部が内江県に編入。(1市8県)
- 1971年6月19日 - 栄県の一部が自貢市貢井区に編入。(1市8県)
- 1974年9月6日 - 栄県の一部が楽山地区井研県に編入。(1市8県)
- 1974年12月26日 - 楽至県の一部が安岳県に編入。(1市8県)
- 1977年7月23日 - 楽山地区仁寿県の一部が簡陽県に編入。(1市8県)
- 1977年9月24日 - 簡陽県の一部が成都市竜泉駅区に編入。(1市8県)
- 1978年4月7日 - 宜賓地区隆昌県を編入。(1市9県)
- 1979年3月27日 - 資陽県の一部が資中県に編入。(1市9県)
- 1979年5月25日 - 楽至県の一部が簡陽県に編入。(1市9県)
- 1979年11月16日 - 栄県が自貢市に編入。(1市8県)
- 1982年8月2日 - 簡陽県の一部が楽山地区仁寿県に編入。(1市8県)
- 1985年2月11日 (1市8県)
  - 内江市が地級市の内江市に昇格。
  - 内江県・楽至県・安岳県・威遠県・資中県・資陽県・簡陽県・隆昌県が内江市に編入。

#### 内江市
- 1985年2月11日 - 内江地区内江市が地級市の内江市に昇格。市中区を設置。(1区8県)
  - 内江地区内江県・楽至県・安岳県・威遠県・資中県・資陽県・簡陽県・隆昌県を編入。
- 1989年7月7日 (2区7県)
  - 内江県が区制施行し、東興区となる。
  - 東興区の一部が市中区に編入。
- 1993年1月16日 - 資陽県が市制施行し、資陽市となる。(2区1市6県)
- 1994年4月5日 - 簡陽県が市制施行し、簡陽市となる。(2区2市5県)
- 1995年9月19日 (2区2市5県)
  - 市中区の一部(国光鎮・椑木鎮)が東興区に編入。
  - 東興区の一部(凌家鎮・朝陽鎮・金安鎮・靖民鎮・沱江郷および永安鎮の一部)が市中区に編入。
- 1998年2月26日 - 資陽市・簡陽市・安岳県・楽至県が資陽地区に編入。(2区3県)
- 2017年4月9日 - 隆昌県が市制施行し、隆昌市となる。(2区1市2県)

## 経済
気候は温和で雨量が多く、土地も肥沃であり、穀倉地帯となっている。サトウキビ、麻、ブタ、養蚕などの農業が盛んで、特に中国でも優良な「内江豬」（内江豚）の産地である。サトウキビ、コウマ（ジュート）、ラッカセイの生産では四川省の首位にある。綿花や油菜、辣椒の生産でも省内トップクラス。市中区と東興区の野菜栽培、資中県のビワ、威遠県のレモンなども特筆すべき農産物。また中国における製糖業の重要な中心である。
河川や池などでは魚の養殖が行われ、ミズドリの類も多く飼育されており、隆昌県は国家級水禽基地、東興区と資中県は省級水禽基地に指定されている。
工業は建材、機械、軽工業（食品）、化学（医薬品）が4大主要産業。鉱業では石炭、天然ガス、石灰石、石英を産出する。

## 交通
- 成都と重慶を結ぶ幹線道路、鉄道が通じている。

### 鉄道
- 中国鉄路総公司
  - 成渝旅客専用線 - 成都と重慶を結ぶ高速鉄道路線。市内には内江北駅（中国語版）を始め、3カ所の駅が設置されている。内江北駅と成都東駅、重慶西駅の間は40分～1時間[3][4]である。
  - 成渝線
  - 内昆線

### 道路
- 高速道路
  -  成渝高速道路（中国語版）、内宜高速公路、隆納高速公路、成自瀘高速公路、内遂高速公路、内江環城高速（建設中）

## 観光と文化
内江には多くの観光名所がある。旧跡では仏教の聖地・西林古刹、「川中第一禅林」と呼ばれる聖水寺など。博物館では、内江出身の画家・張大千を記念する張大千紀念館、喩培倫大将軍紀念館など。自然では四川長江森林公園、「川中林海」とよばれる白雲山、重龍山、古宇湖、船石湖。その他、古い町並みの残る「清代一街」、三元塔、高寺塔などがある。